# Petulin z Zimnej Wódki
Petulin (ur. ?- zm. ?) – rycerz z Caldim Wasser, którą to miejscowość Szymon Koszyk identyfikuje jako Zimną Wódkę.
W dniach 3-4 lipca 1410 r. wraz trzydziestoma trzema towarzyszami z ziem Górnego Śląska, wypowiedział wojnę zakonowi krzyżackiemu, wysyłając – zgodnie z rycerskim zwyczajem – list następującej treści na ręce wielkiego mistrza Ulricha von Jungingena: „…zawiadamiamy Waszą Łaskawość, że oświeconego księcia i pana Władysława dworzanami jesteśmy, dlatego ostrzegamy się przeciwko wam i przeciwko wszystkim waszym wraz ze wszystkimi waszymi pomocnikami… nie chcemy wam wobec wszystkich waszych w żadnych sprawach być dłużnymi, gdyż jesteśmy na służbie przedtem mianowanego króla…”. List ten, napisany trudnym do odczytania staroniemieckim językiem znajduje się w tzw. Kodeksie Witolda (Codex epistolaris Vitoldi Magni Ducis Lithuaniae). 
Petulin był uczestnikiem bitwy pod Grunwaldem.